# Эрбёваль
Эрбёва́ль (фр. Herbeuval) — коммуна во Франции, находится в регионе Шампань — Арденны. Департамент коммуны — Арденны. Входит в состав кантона Кариньян. Округ коммуны — Седан.
Код INSEE коммуны — 08223.
Коммуна расположена приблизительно в 240 км к востоку от Парижа, в 105 км северо-восточнее Шалон-ан-Шампани, в 50 км к юго-востоку от Шарлевиль-Мезьера.

## Население
Население коммуны на 2008 год составляло 84 человека.
| 1962 | 1968 | 1975 | 1982 | 1990 | 1999 | 2008 |
| ---- | ---- | ---- | ---- | ---- | ---- | ---- |
| 119  | 140  | 110  | 91   | 77   | 79   | 84   |

## Экономика

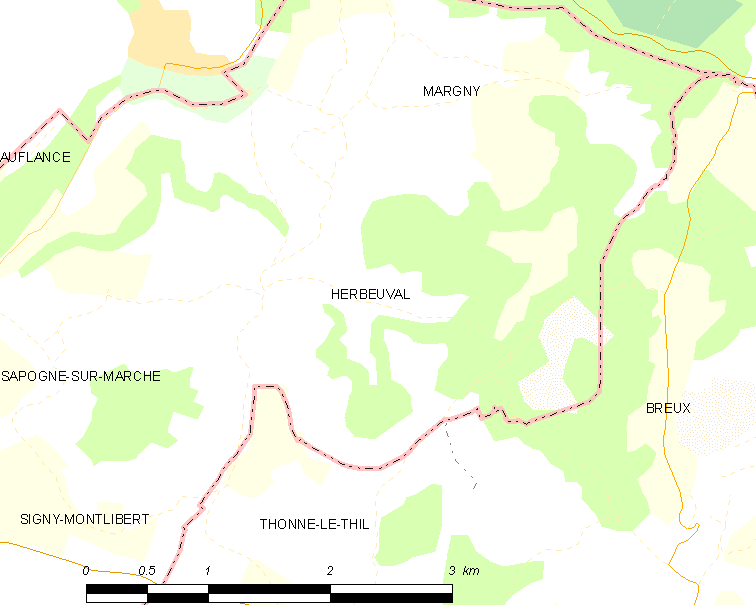
Карта коммуны

В 2007 году среди 55 человек в трудоспособном возрасте (15—64 лет) 39 были экономически активными, 16 — неактивными (показатель активности — 70,9 %, в 1999 году было 64,4 %). Из 39 активных работали 33 человека (20 мужчин и 13 женщин), безработных было 6 (3 мужчин и 3 женщины). Среди 16 неактивных 3 человека были учениками или студентами, 4 — пенсионерами, 9 были неактивными по другим причинам.